# کالتیمانوو
کالتیمانوو (انگلیسی: Kaltymanovo) یک شهرک در شهرستان ایگلینسکی استان باشقیرستان کشور روسیه است.